# گابوریان
گابوریان (به مجاری:  Gáborján) یک منطقهٔ مسکونی در مجارستان است که در ناحیه برتیواوی‌فالو واقع شده‌است. گابوریان ۲۶٫۴۶ کیلومتر مربع مساحت و ۸۶۳ نفر جمعیت دارد.